# Vasil Kolarov
Vasil Petrov Kolarov (en búlgaro: Васил Петров Коларов) (16 de julio de 1877 - 23 de enero de 1950) fue un dirigente político comunista de Bulgaria y uno de los principales militantes del comunismo internacional. Su ciudad de nacimiento, Shumen, fue nombrada Kolarovgrado en su honor entre 1950 y 1965.

## Biografía

### Primeros años
Nació en Şumnen, Imperio otomano (actual Shumen, Bulgaria) el 16 de julio de 1877, hijo de un zapatero.  Después de graduarse del instituto en Varna,  trabajó como profesor en Nikopol de 1895 a 1897. 
En 1897, Kolarov se unió al Partido Socialdemócrata Obrero Búlgaro.
Kolarov estudió leyes en Aix-en-Provence en Francia, y en la Universidad de Ginebra. Tras su graduación en 1900, Kolarov trabajó como abogado en su ciudad natal y en 1904 en Plovdiv.

### Carrera política
En 1903 encabezó la fracción Tesniaki (Los estrechos), que fue una fracción que daría paso a la creación en 1903 a la creación del Partido Socialdemócrata Obrero Revolucionario de Bulgaria (PSDORB) resultado de su ruptura ideológica con el Partido Socialdemócrata Obrero Búlgaro, el PSDORB fue un partido socialista revolucionario. que más tarde permitiría la creación del Partido Comunista Búlgaro. Fue nombrado miembro del Comité Central de dicha organización en 1905. En nombre del PSODRB, fue delegado a los congresos de la Segunda Internacional en Stuttgart (1907) y en Copenhague (1910).
En 1913 fue elegido a la Asamblea Nacional búlgara.
Participó en la Conferencia de Zimmerwald en septiembre de 1915 pero permaneció en aquel momento neutral ante el sector más revolucionario que era la Izquierda de Zimmerwald,sin embargo se integraría más tarde a este movimiento. Fue también el delegado por Bulgaria en la VI Conferencia Internacional Socialista de 1917, celebrada en Estocolmo.
En abril de 1919 fundó junto a Dimitar Blagoev y Jorge Dimitrov el Partido Comunista Búlgaro, partido del cual Kolarov resultó elegido como primer secretario general del Comité Central.
En 1920, Kolarov fue arrestado en Rumania y por eso fue incapaz de asistir al 2.° Congreso Mundial del Comunista Internacional, a pesar de que fue capaz de asistir al III Congreso Mundial celebrado en Moscú al año siguiente como representante del Partido Comunista Búlgaro.
Kolarov fue elegido al Comité Ejecutivo de la Internacional Comunista (CEIC) y se convirtió en un personaje clave en el Comintern. A inicios de 1923, viajó a Europa Central y Occidental en nombre del Comintern, asistiendo a distintas asambleas y conferencias comunistas en París, Frankfurt, Oslo, y Praga.
En junio de 1923, Kolarov habló en el III Pleno del CEIC en Moscú antes de regresar de forma clandestina a Bulgaria a finales de ese mes. Allí fue rápidamente detenido pero lo dejaron libre el 5 de agosto. A su liberación, Kolarov jugó un papel crucial junto a Jorge Dimitrov para convencer al Partido Comunista Búlgaro de organizar una revolución de acuerdo a líneas dadas por el Comintern. Kolarov formó del movimiento revolucionario qué organizó una revuelta en septiembre de 1923. La revolución fracasó y Kolarov se vio forzado a huir a la Unión Soviética a través de Yugoslavia y Austria. Quedó en el exilio por más de dos décadas.
Kolarov se mantuvo como oficial superior de la Internacional comunista, presidiendo los debates de esa organización en el 5.° Congreso Mundial de 1924. Fue reelegido al ECCI y su gobernó el presidium en el 5º, 6º, y 7º Congreso.
Fue Presidente del Comité Ejecutivo de la Internacional Campesina desde 1928 hasta su disolución en 1939. Él también fungió como director del Instituto Agrario Internacional en Moscú durante este periodo. En 1943, Kolarov firmó el documento formalmente disolviendo la Internacional comunista.

### Regreso a Bulgaria
Kolarov regresó a Bulgaria en 1945 durante la ocupación de la Unión Soviética, y fue elegido nuevamente a la Asamblea Nacional. Fue reelegido en 1946 y pasó a ser presidente provisional de Bulgaria en ese año. Mantuvo su cargo hasta la formación del gobierno dirigido por Jorge Dimitrov en diciembre de 1947, e esa fecha ingresó como presidente de la cámara de diputados de la Asamblea Nacional búlgara y Ministro de Asuntos Exteriores.
Cuándo Dimitrov murió en julio de 1949, Kolarov fue nombrado por decreto de Dimitrov como su sucesor en el cargo de primer ministro. Murió cuando apenas llevaba unos meses en el cargo.

### Muerte y legado
Murió en Sofía el 23 de enero de 1950.